# Protosciaena
Protosciaena és un gènere de peixos de la família dels esciènids i de l'ordre dels perciformes.

## Taxonomia
- Protosciaena bathytatos (Chao & Miller, 1975)[2]
- Protosciaena trewavasae (Chao & Miller, 1975)[2][3][4][5][6][7]